# Resolució 185 del Consell de Seguretat de les Nacions Unides
La Resolució 185 del Consell de Seguretat de les Nacions Unides, aprovada per unanimitat el 16 de desembre de 1963, després d'examinar l'aplicació de la República de Kenya per a ser membre de les Nacions Unides, el Consell va recomanar a l'Assemblea general que la República de Kenya fos admesa.